# Kuřívody
Kuřívody (německy Hühnerwasser) jsou bývalé město, dnes hlavní (sídelní) část města Ralsko v okrese Česká Lípa, které po Kuřívodech zdědilo status města. Je zde evidováno 72 adres (objektů), resp. 327 adres (51 domů a 276 bytů). Trvale zde v roce 2011 žilo 604 obyvatel.

## Poloha
Kuřívody jsou též katastrální území o rozloze 48,07 km². Původní katastrální území bylo též Kuřívody, ale mělo asi 4krát menší rozlohu.
Obec se nachází při křižovatkách silnic II/268, III/27235 a III/27237, asi 9 km na jihovýchod od Mimoně, 11 km východoseverovýchodně od Doks, 9 km severně od Bělé pod Bezdězem a 14 km severozápadně od Mnichova Hradiště.

## Historie

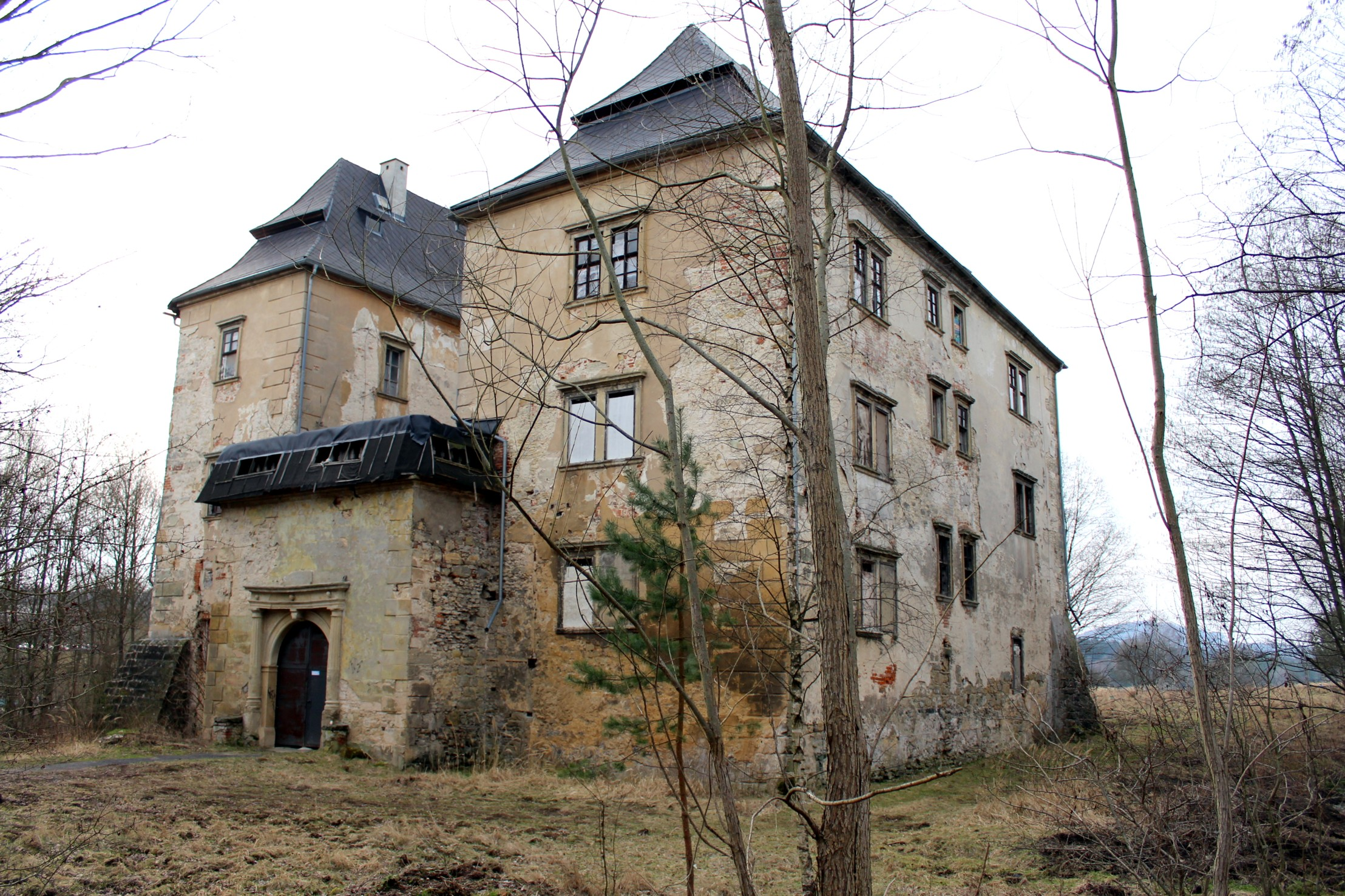
Zámek Kuřívody

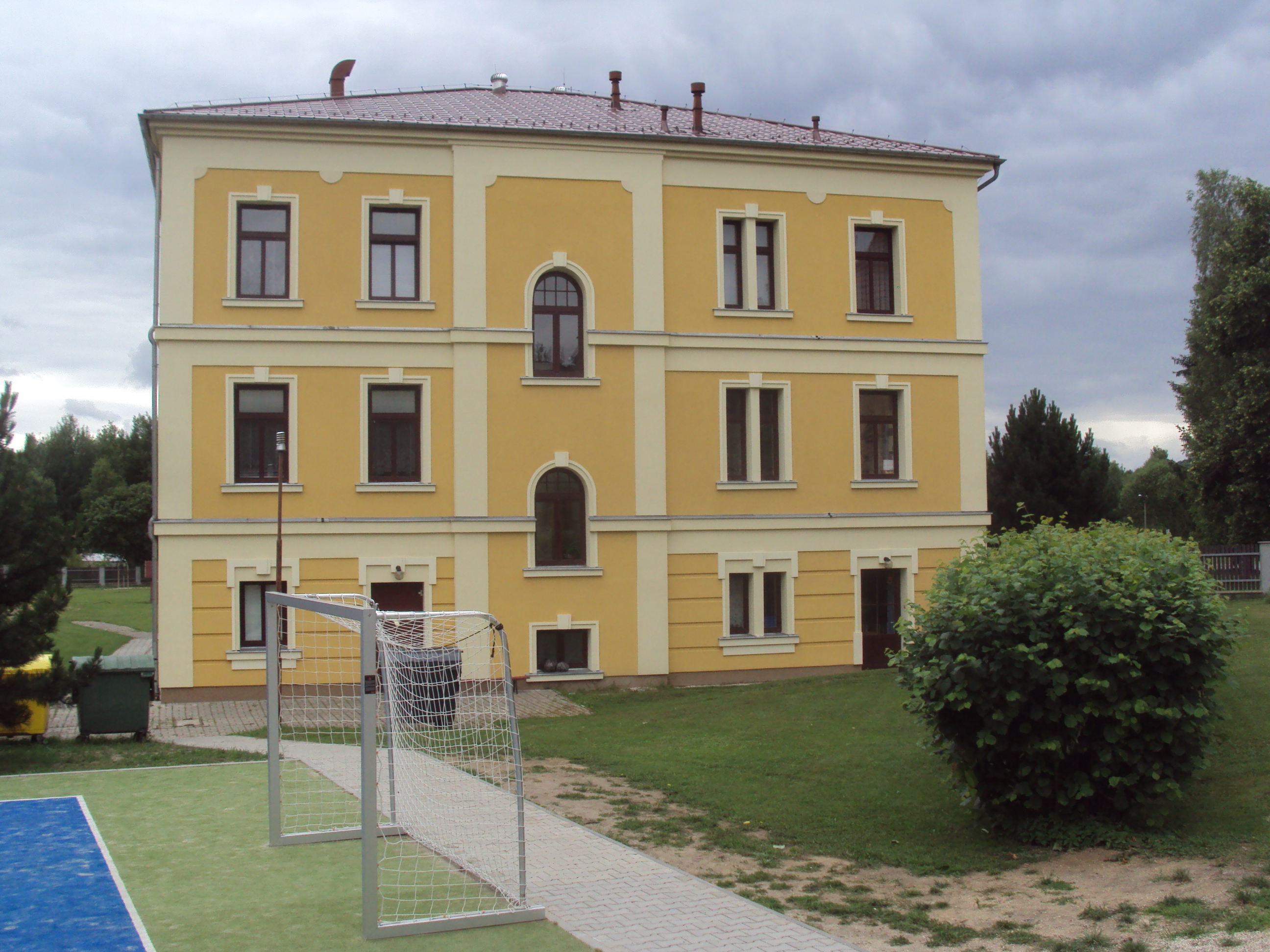
Základní škola v Kuřívodech

Sídelní celek byl založen na bezdězském panství Přemyslem Otakarem II. jako královské město Freistadt (Vristad, Svobodné Město) mezi lety 1264–1278, lokátorem byl pravděpodobně Hertvík z Kravař. První zmínka o městě je z roku 1279, kdy si královna Kunhuta, držená na Bezdězu, vyprosila návštěvu kostela sv. Jiří ve Vristadu. Původní název města ve 14. století vymizel a od 15. století se používal český název Kuřivody (původně Kuří Vody), od 17. století souběžně i německý název Hühnerwasser. Předpokládá se, že název vyjadřoval, že v obci byly jen velmi malé vodní toky (slabé pramínky, kde by se napojili jen kurovití ptáci) – nedostatek vody bránil i většímu rozvoji města.
Panovník Václav II. v roce 1293 zdejší kostel učinil filiálním a v roce 1297 věnoval Kuřívody i s okolními vesnicemi Hynkovi z Dubé, členu tehdy mocného rodu ze severu Čech, pánů z Dubé. Hynek se zdržoval více na Housce, jeho syn a dědic, nejvyšší pražský purkrabí Hynek Berka z Dubé, se věnoval spíše Bělé pod Bezdězem, založené roku 1337. Když roku 1348 zemřel, majetek podědili synové Hynek a Jindřich. Později získal Kuřívody mladší Jindřich, zvaný též Jednooký, který je uveden v listinách (Jindřich, řečený Berka z Dubé a pán na Housce) z let 1363 a 1398 při dosazení nových farářů.  Když Jindřich zemřel, získal městečko i s okolím a také Jestřebí Jindřich Berka starší. Je psán na listině z roku 1406, kdy dosazoval do kuřívodského kostela nového faráře. Téhož roku zemřel a při dělení majetku se sem dostal příbuzný Hynek Berka nejmladší. V roce 1415 je jako majitel uváděn Václav z Dubé, sezením v Kuřívodech. Po jeho smrti se zde vystřídali další Berkové, roku 1430 je zmiňován Chval z Dubé, odjinud z Kuřích Vod. Po něm se zde vystřídali další Berkové, např. roku 1454 Aleš Berka z Dubé (měl i Zakšín) a jeho syn Jiří Berka (1492–1513). V rodu Berků zůstaly Kuřívody až do roku 1621. Poslední majitel, Bohuchval Berka, který zámek přebudoval, musel po bitvě na Bílé hoře emigrovat a jeho majetek byl zkonfiskován. Statek Kuřívody koupil roku 1622 mocný Albrecht z Valdštejna. V roce 1639 jej získal od císaře František de Grana a po něm Valdštejnové. Ti zde zůstali až do zestátnění v roce 1945.

### 20. století
Jak dokládá Chytilův místopis, v roce 1921 mělo město 213 domů a 924 obyvatel, z nichž 891 se hlásilo k německé a 32 k české národnosti. U jednoho obyvatele nebyla národnost zjištěna. V místě byla římskokatolická fara, četnická stanice, automobilová stanice (autobus), pošta, telefon, telegraf, železniční stanice byla vzdálena 10,5 km v Mimoni. Poštovní stanice v Kuřívodech byla zřízena jako jedna z prvních na severu Čech v roce 1868.
Drtivá většina obyvatel byla německé národnosti a městečko roku 1938 připadla po mnichovské dohodě nacistickému Německu. Po druhé světové válce byla z obce vysídlena drtivá většina původních německy mluvících obyvatel a obec začala postupně upadat. Městečko náleželo v letech 1947 až 1991 do vojenského výcvikového prostoru Ralsko a za 44 let působení československých a sovětských vojsk téměř zaniklo. Po odchodu sovětských vojáků byly paneláky osídleny navrátivšími volyňskými Čechy.
Kuřívody byly největším sídlem v tehdejším vojenském prostoru. Vzhled města a jeho ráz se během té doby zásadně změnil. Dnes jeho krásu a jedinečnost připomíná jen několik původních staveb a fragmentů, které se více či méně dochovaly. Některé roubené a hrázděné domy byly jedinečnou ukázkou lidové architektury v oblasti a jejich zničení je nenahraditelnou škodou. Z celého města, které mělo před svým zničením 226 domů, zbylo původních 16. Hlavní komunikace, které vedly do směrů Mimoň, Mnichovo Hradiště, Bělá pod Bezdězem, Jezová a Židlov, jsou dodnes využívány a je zachován jejich původní rádius. V okolí Kuřívod byla pole a louky, dnes je zde pouze divoká step (pseudostep), která zde zbyla po tankových střelnicích.

## Současnost

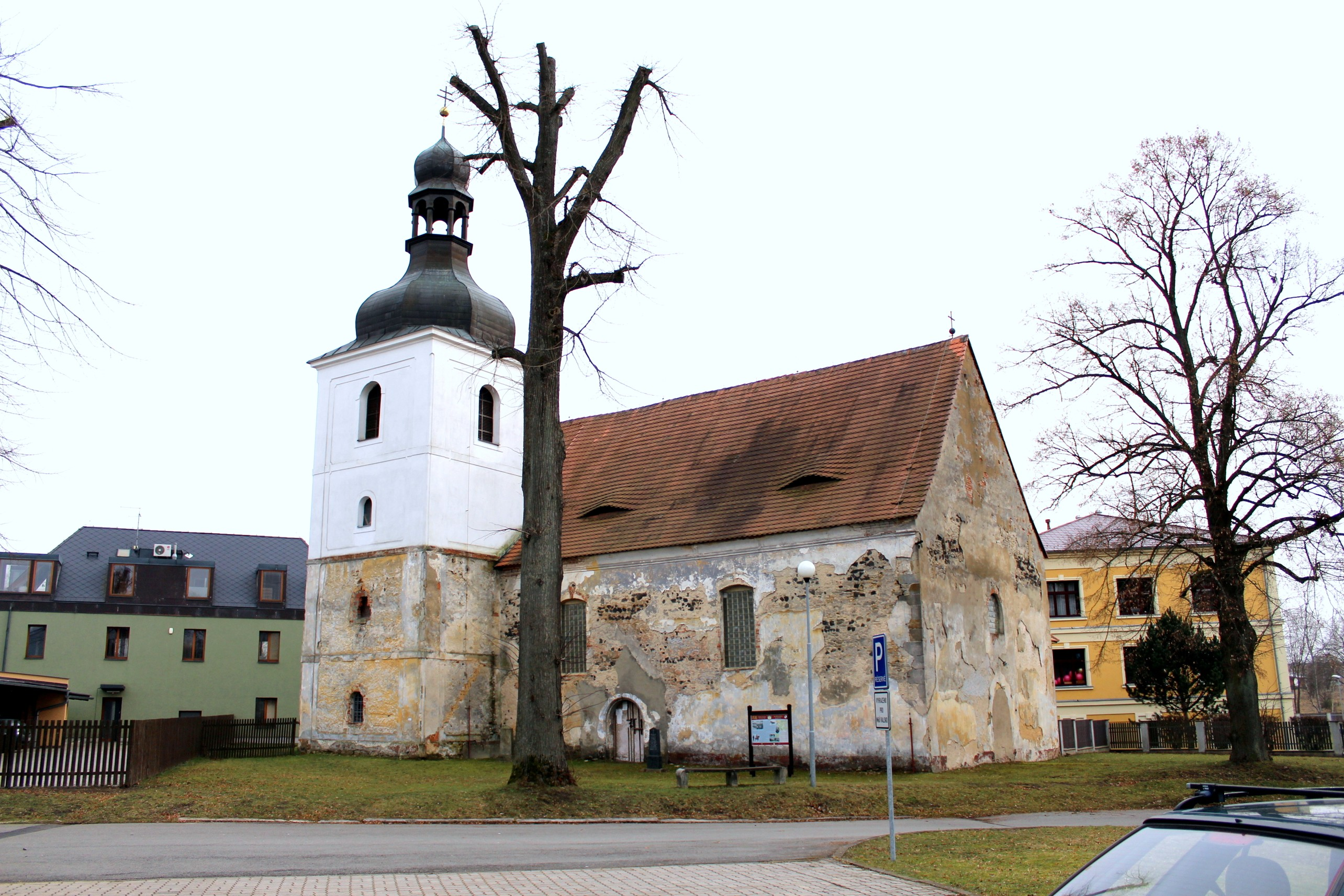
Kostel sv. Havla

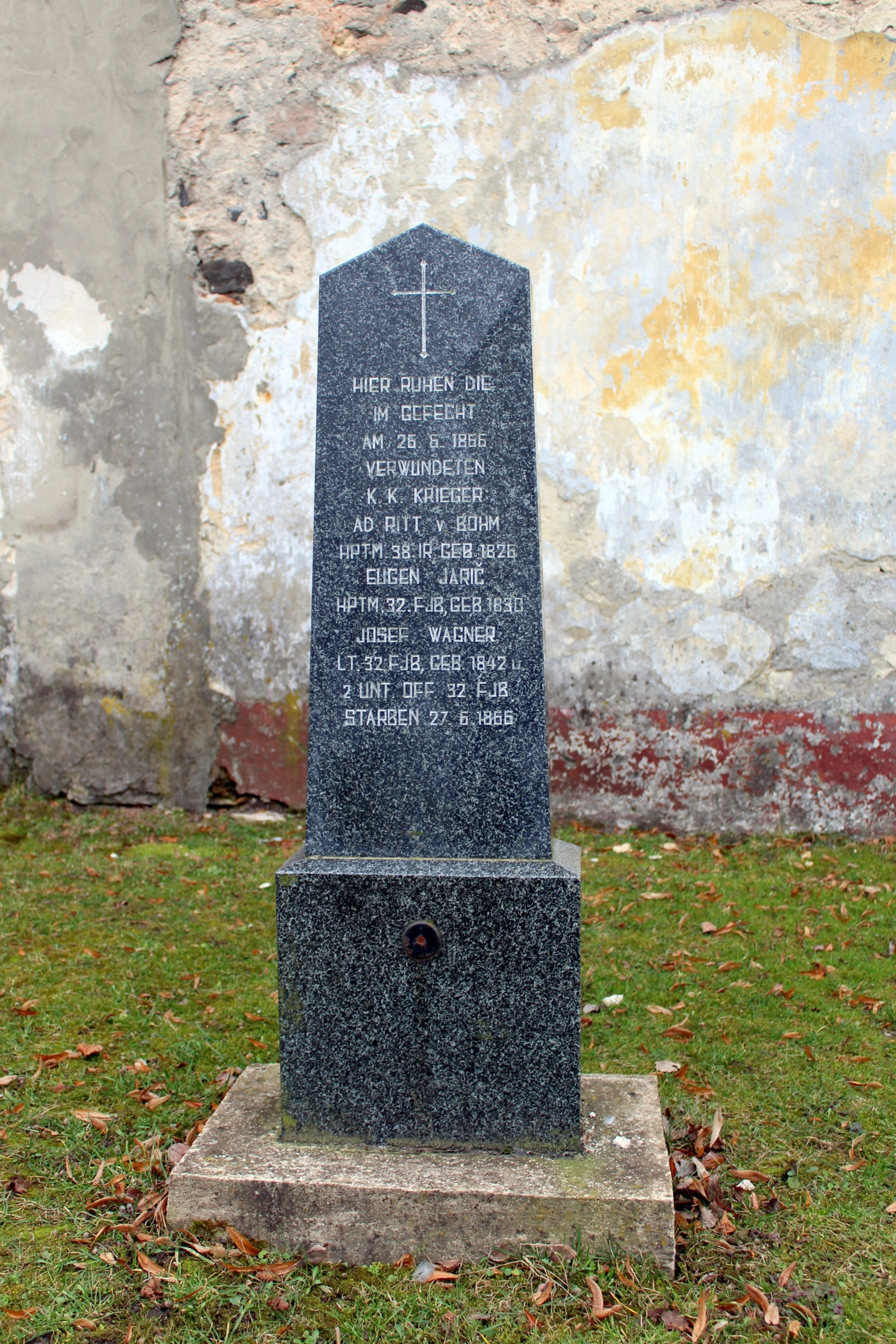
Pomník c.k. rakouským vojákům

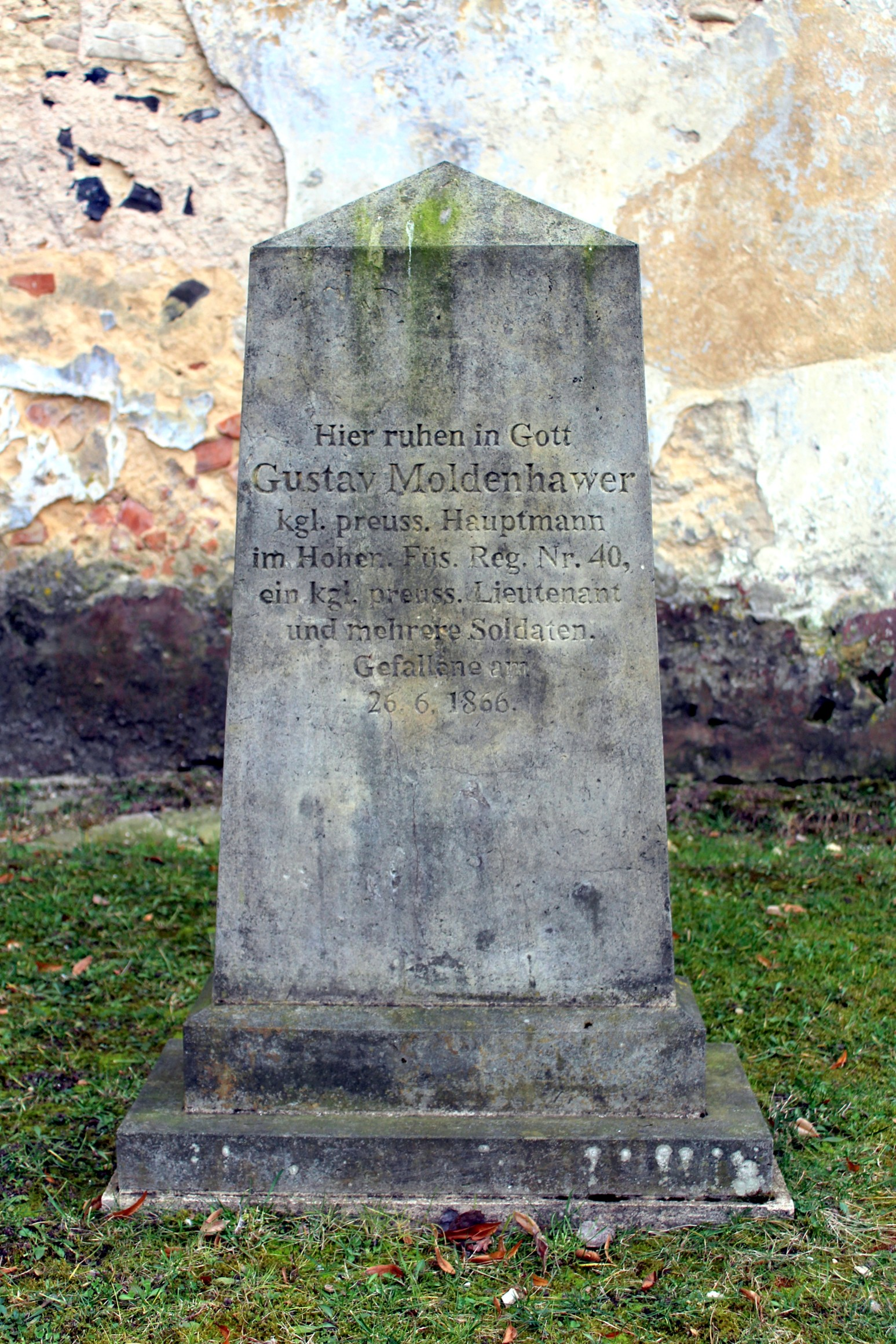
Pomník padlým pruským vojákům

S účinností od 1. prosince 2006 byl na základě bývalého statusu Kuřívod novodobé obci Ralsko 10. listopadu 2006 přiznán status města podle § 3 odst. 3 zákona č. 128/2000 Sb., který umožňuje vrátit status města obci, která byla městem přede dnem 17. května 1954.

## Významné osobnosti
V roce 1896 se zde narodil Willibald Gatter, automobilový konstruktér.

## Zajímavá místa v obci
V obci se nachází zámek Kuřívody, někdejší tvrz, přebudovaná za Berků z Dubé, městský úřad města Ralsko, škola a sportovní plochy u ní, kostel svatého Havla se zajímavými pomníčky padlým vojákům a důstojníkům rakouské i pruské císařské armády z bitvy u Kuřívod z června 1866, motorest s restaurací, z bývalé fary přestavěné informační středisko. Zde také byla v roce 2014 zřízena poštovna.
V Kuřívodech v objektu čp. 795 se nachází Městské muzeum – Stálá expozice pyrotechnické asanace Ralska. Muzeum je přístupné od pátku do neděle v odpoledních hodinách v době od 13 do 17 hodin, případně v jiném čase na základě objednávky.